# Cycas platyphylla
{{#ifeq:0|0|{{#if:|{{#if:Cycasplatyphylla|[[]}}|}}}}
Cycas platyphylla — вид голонасінних рослин класу саговникоподібні (Cycadopsida).
Етимологія: від грецького platys, широкий, і phyllon, лист, з посиланням на широкі стерильні кінчики мегаспорофілів.

## Опис
Стебла деревовиді, 2(4) м заввишки, 10–15 см діаметром у вузькому місці. Листки темно-зелені або сіро-зелені (блакитні коли нові), дуже глянцеві або напівглянсові, довжиною 55–111 см. Пилкові шишки яйцевиді, помаранчеві, довжиною 15–20 см, 8–11 см діаметром. Мегаспорофіли 16–32 см завдовжки, коричнево-повстяні. Насіння плоске, яйцевиде, 30–40 мм завдовжки, 27–38 мм завширшки; саркотеста помаранчево-коричнева, товщиною 3–4 мм.

## Поширення, екологія
Країни поширення: Австралія (Квінсленд). Росте від 400 до 750 м над рівнем моря. Цей вид росте у відкритому трав'яному рідколіссі на дрібних суглинних ґрунтах на кам'янистих схилах над кислими проміжними вулканічними субстратами.

## Загрози та охорона
Надмірні колекції С. platyphylla з дикої природи можуть бути проблемою в майбутньому.

## Систематика
В деяких джерелах розглядається як синонім Cycas angulata R.Br.

## Джерела

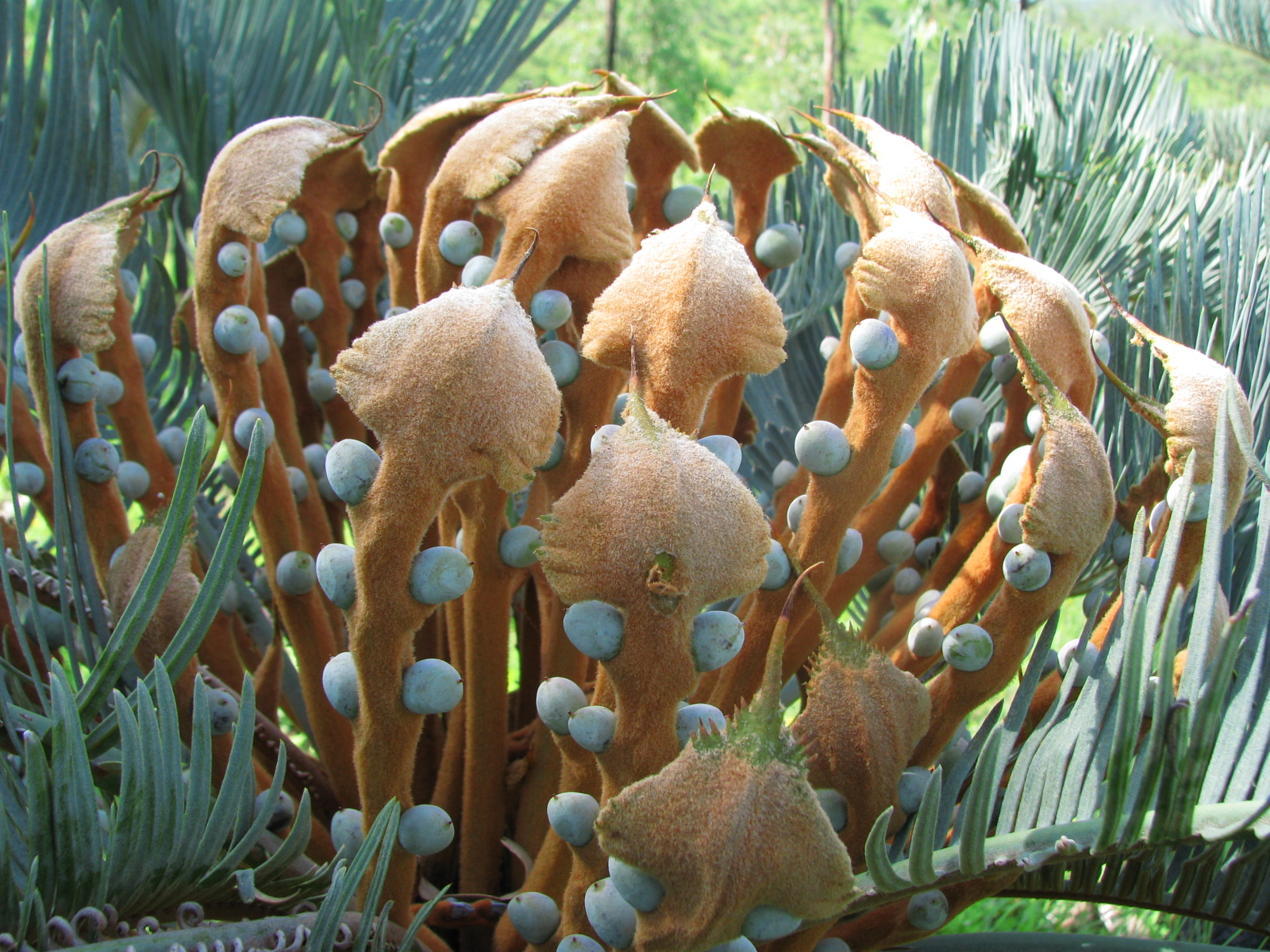
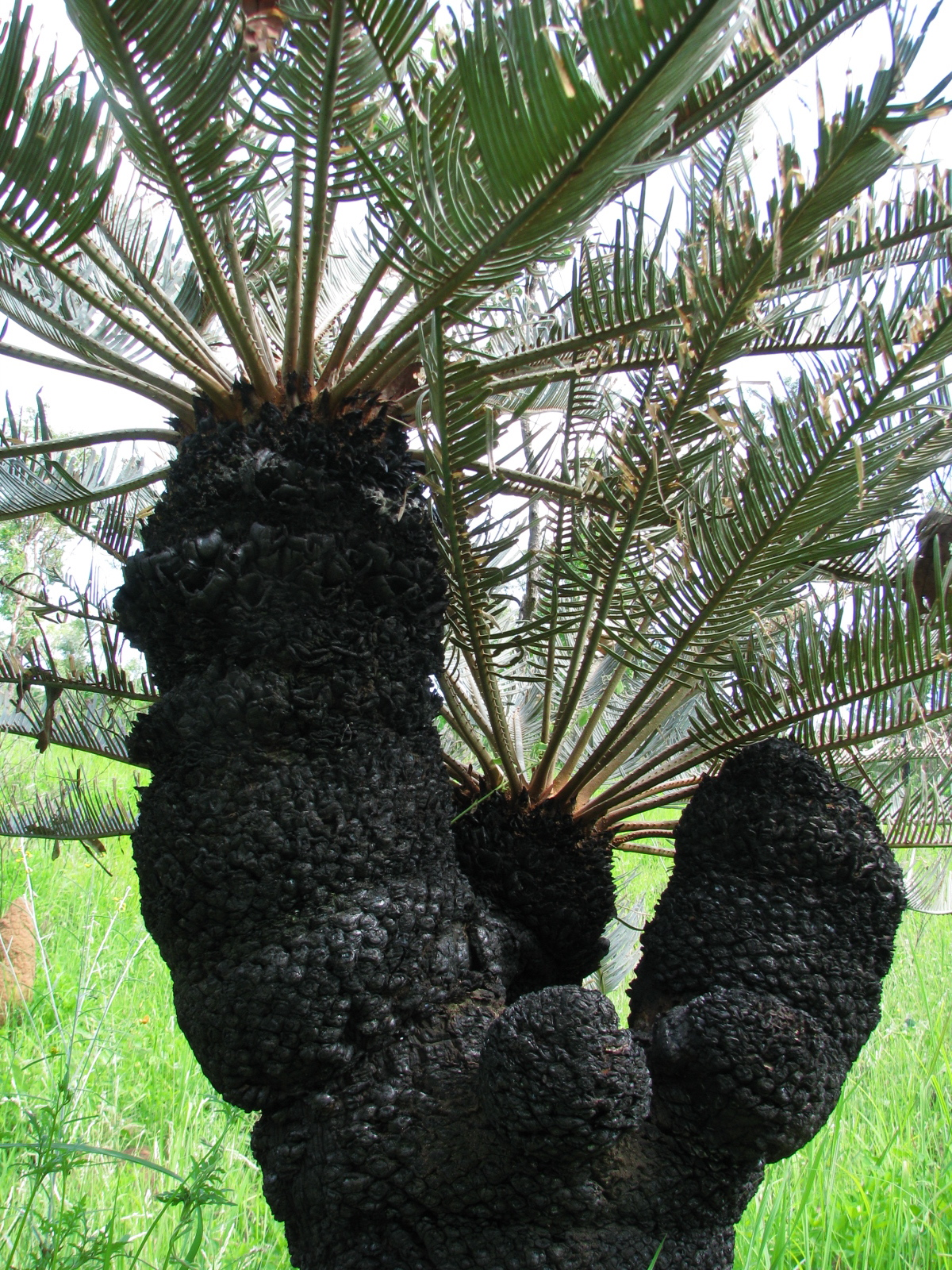
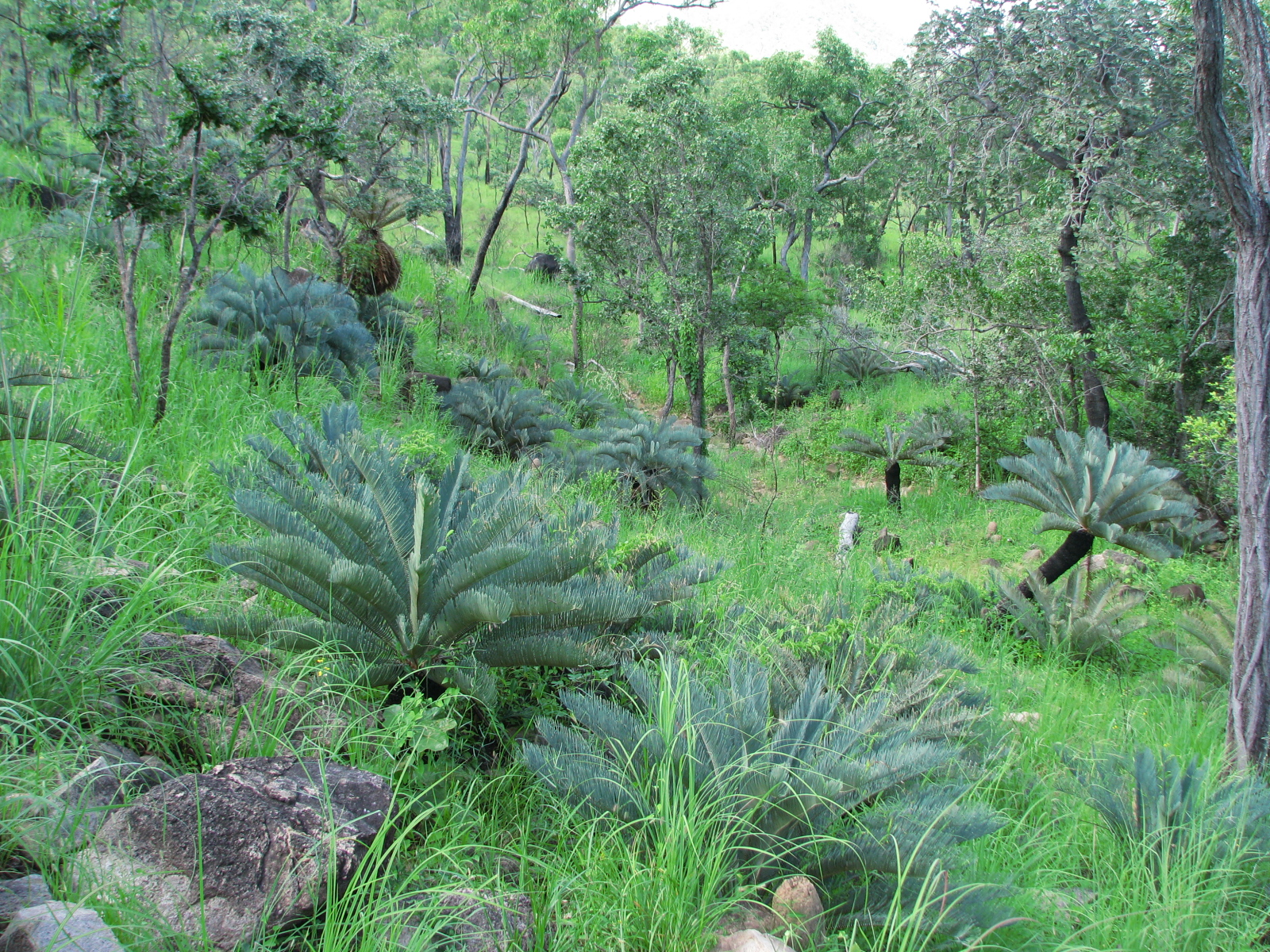
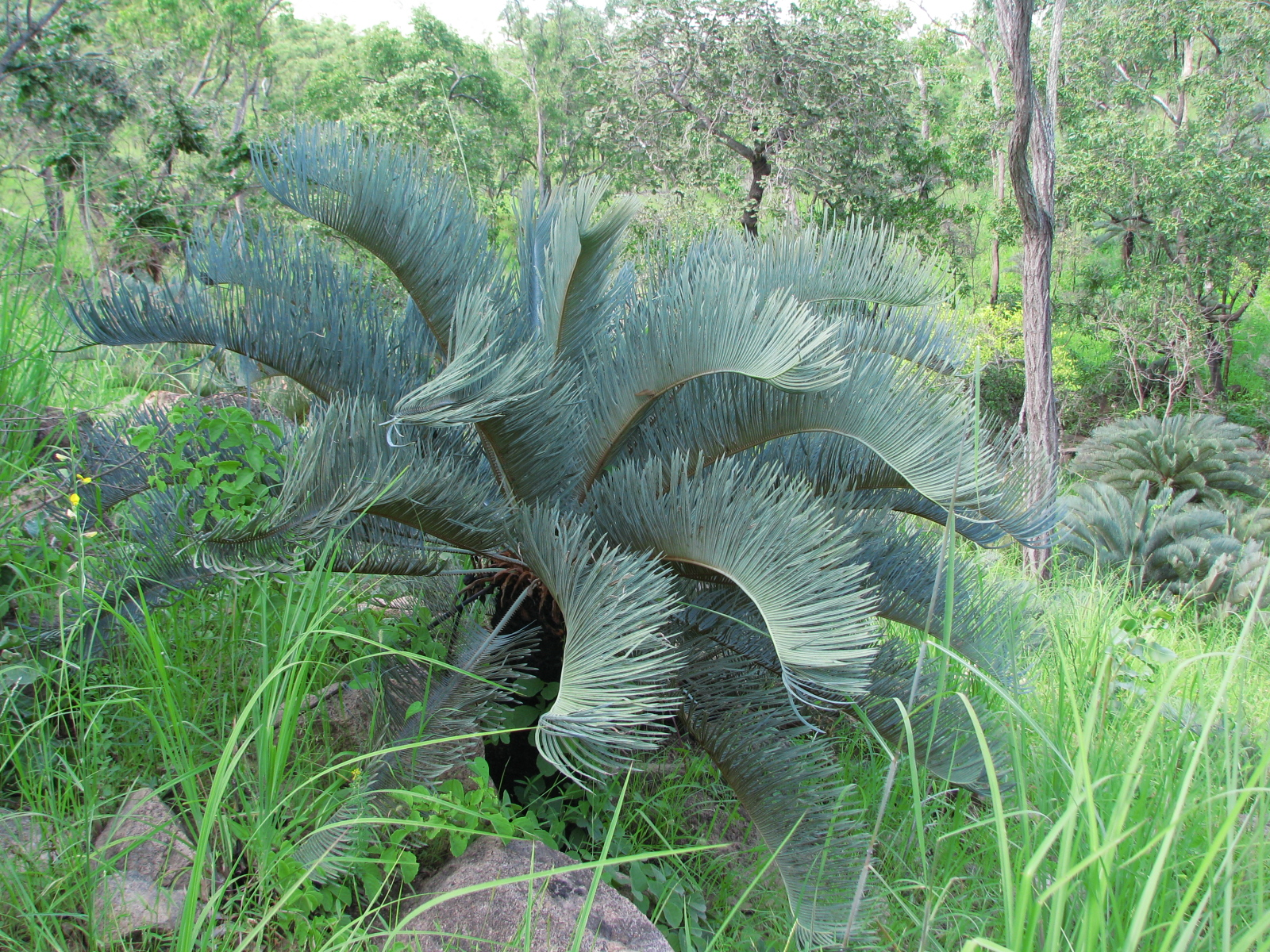
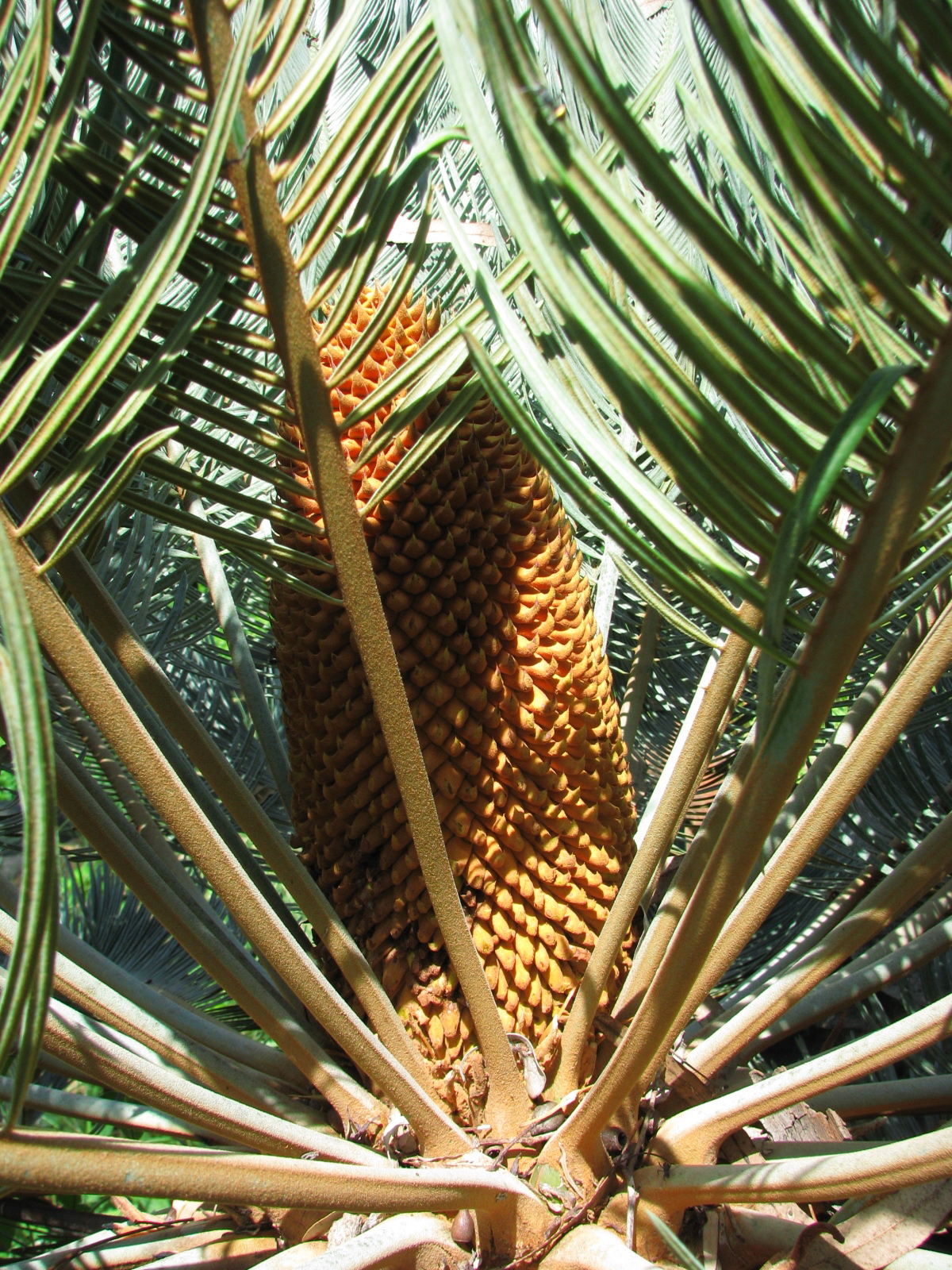